# Король Ночи
Король Ночи — вымышленный персонаж, появляющийся в фантастическом телесериале HBO Игра престолов по мотивам романа Джорджа Р. Р. Мартина «Песнь льда и пламени». Он изображён как главный генерал и первый из Белых Ходоков, существовавший в эпоху Первых Людей.
Король ночи был изображён Ричардом Брейком в 4 и 5 сезонах, а затем Владимиром Фурдиком в 6—8 сезонах.

## Описание
В «Игре престолов» Король Ночи физически отличается от других Генералов Белых Ходоков своей «короной» из заострённых морозных рогов.

## Король ночи в романах
«Король Ночи», представленный в сериале, в романах не фигурировал. В Песне льда и пламени титул «Король Ночи» дан давно легендарному 13-му лорду-командиру Ночного Дозора, который женился на женщине-Белом Ходоке и руководил Ночным Дозором для совершения своих злодеяний. Относительно того, является ли персонаж в телесериале таким же, как персонаж в романах, Мартин ответил: «Что касается Короля Ночи (форма, которую я предпочитаю), то в книгах он — легендарная фигура, сродни Ланну Умному и Брандону Строителю», и не более вероятно, дожил до наших дней, чем они.

## Разработка
По словам Барри Гауэра, для создания Короля Ночи, они делали в первую очередь, протезирование, но оно также включает в себя несколько VFX для создания вида и ощущения более ледяного, говоря о глазах: «Отдел эффектов изменяет глаза в постпродакшн. Они придают им такой сине-голубой оттенок, которого мы не можем достичь с помощью контактных линз». Что касается общей накладки на голову, «они добавили этот ледяной слой поверх него, это — что-то невероятно трудное для практического применения. Накладка выполнена из полупрозрачного силикона, которая только так может дать вам это ледяное качество, поэтому визуальные эффекты помогают ещё больше увеличить его, чтобы придать ему больше размеров». В четвёртом и пятом сезоне Король Ночи был сыгран Ричардом Брейком, с головой Брейка, созданной для точного формирования протеза на его лице. В шестом сезоне его изобразил Владимир Фурдик. Армия Белого Ходока была впервые снята перед зелёным экраном в карьере Магераморн, и, согласно материалу The Hollywood Reporter, «скан был взят с дрона и использован в качестве основы для компьютерной модели местности, которая была дополнена с VFX и присоединился к вулканическим холмам, которые были сфотографированы в Исландии». Реплики толпы были использована для создания армии из 1000 человек, а руководитель спецэффектов Джо Бауэр сказал: «Это копии тех актёров в гриме и костюмах, с вариациями, которые мы использовали для создания цифровой армии, которая простирается на холмы». Бауэр также отметил, что VFX использовались для создания погодных условий на сцене, отметив: «Это ветер, туман, тяжёлые погодные условия, которые мы получили». Драматическая ценность — сказать что-то не так; это загадка, с чем они сталкиваются. Температура падает, и наши персонажи могут видеть их дыхание. Погода скрывает их зрение". Основанная локация для съемок была в Испании в компании El Ranchito — это одна из нескольких компаний, специализирующихся на спецэффектах, используемых в Игре Престолов, отвечала за выстрелы армии Белого Ходока.

## Сюжетная история

### 4 сезон
Первое появление Короля Ночи — видение, которое Бран Старк видит рядом с деревом Сердца Уирвуда. Он испытывает чувства из потока образов из прошлого, настоящего и будущего, многие из которых он физически не находились рядом с ним. Он не понимает, что представляют собой все эти образы, но, оглядываясь назад, одним из них является изображение Короля Ночи, собирающего последних сыновей Крастера с ледяного алтаря.
После того, как Раст покидает последнего сына Крастера в Лесу с привидениями, Белый Ходок забирает сына Крастера. Ходок отправляется в крепость Белых Ходоков в стране вечной зимы и кладет ребёнка на алтарь изо льда. Король Ночи приближается и кладет руку на мальчика, превращая его в Белого Ходока.

### 5 сезон
Король Ночи появляется снова, когда Джон Сноу и Тормунд Великанья Смерть координируют эвакуацию Сурового дома. Загружая корабли с дикими козлами, Суровый Дом подвергается нападению армии воинов. Оказывая помощь в защите Сурового Дома, Джон и Тормунд видят Ночного Короля, наблюдающего за битвой вместе со своими генералами. Король Ночи также наблюдает за тем, как Джон уничтожает Белого Ходока своим валирийским мечом Длинный Коготь. Джон и его союзники вынуждены бежать из Сурового дома после того, как стены падают на армию мёртвых; когда они плывут в безопасное место, они становятся свидетелями того, как Король Ночи воскрешает мертвецов, как воинов.

### 6 сезон
Король Ночи появляется в видении, наблюдаемом Браном и Трёхглазым Вороном, где они видят его как человека, насильно превращенного Детьми Леса в Белого Ходока, пронзая его кинжалом драконьего стекла. Бран впоследствии повествует Листу о создании Белых Ходоков. Она объясняет, что они воевали с первыми людьми и не имели выбора.
Позже Бран решает увидеть видение без Трёхглазого ворона. Он является свидетелем огромной армии воинов во главе с Королем Ночи, который трогает его во время видения. Бран просыпается, чтобы найти знак, где Король Ночи коснулся его, и Трёхглазый Ворон предупреждает, что он должен уйти, поскольку Король Ночи теперь может обойти магию, защищающую логово Трёхглазого Ворона. Король Ночи и его армия быстро прибывают к логову Трёхглазого Ворона, и Король Ночи убивает ворона, но Бран и Мира Рид сбегают ценой жизни Ходора.

### 7 сезон
Король Ночи ведёт свою армию на юг. Глазами воронов Бран находит армию Короля Ночи за Стеной. Когда Король Ночи поднимает голову, вороны расходятся, и Бран выходит из состояния Варга. Он просит мейстера отправить воронов по семи Королевствам, чтобы предупредить о приближающиеся угрозе.
Король Ночи присутствует, когда одичалые и Белые Ходоки сражаются с Джоном Сноу на Охоте на Высокий замок, который путешествовал за Стеной с Собакой, Джорой, Бериком, Торосом, Тормундом и несколькими другими одичалыми, чтобы попытаться захватить Высокий замок, чтобы использовать его в качестве доказательства собравшиеся верховные лорды Вестероса. Вспоминая их встречу в Суровом доме, Король Ночи некоторое время пристально смотрит на Джона. Берик Дондаррион предлагает убить Короля Ночи; как они знают, убийство Генерала Белых Ходоков убивает всех призванных им ходоков, поэтому убийство Генерала Короля Ночи может уничтожить каждого такого монстра под его командованием, положив конец Великой войне, прежде чем она действительно начнется. Джон отклоняет план, однако, утверждая, что попытка пробиться к Королю Ночи будет самоубийством. Когда прибывает Дейнерис Таргариен, и её драконы сжигают больше половины воинов, мужчины пытаются сбежать на Дрогоне, но Белые Ходоки продолжают свою атаку. Генерал Короля Ночи, используя ледяное копье, убивает Визериона. Король Ночи пристально смотрит на разъяренного Джона, который появляется на пороге призыва его сражаться, но его генерал протягивает ему ещё одно копье. Король Ночи бросает его в Дрогона, но дракон улетает и вовремя уклоняется. Джон остается на земле, чтобы прикрыть отход других, но падает в воду, а остальные вынуждены бежать на Дрогоне. Джона спасает Бенджен Старк, который отдает Джону свою лошадь, чтобы поехать в Восточную Стражу, при этом жертвуя собой, чтобы удержать мёртвых. После того, как их битва окончена, Король Ночи поднимает из реки Визериона и делает из него своего приспешника.
Армия мёртвых прибывает в Восточный Дозор; Когда появляется Король Ночи, едущий верхом на Визерионе, Тормунд приказывает защитникам бежать. Дыша синим огнём, Визерион уничтожает Восточный Дозор и Стену, позволяя Белым Ходокам и их армии мёртвых наконец вторгнуться в Семь Королевств, в то время как Король Ночи летит над Севером на Визерионе.

### 8 сезон
Во главе с Королем Ночи, мёртвые быстро продвигаются на юг и нападают на Последний Очаг, убивая всех на своем пути и добавляя их в свою армию мёртвых, прежде чем идти на Винтерфелл. Бран, зная, что Король Ночи хочет уничтожить его, планирует спрятаться в богороще Винтерфелла в качестве приманки, когда Джон и Дейенерис используют, чтобы устроить засаду для Короля Ночи. В разгар битвы, Джон и Дейенерис покидают свои позиции, чтобы атаковать воинов Короля Ночи, когда они начинают подавлять защитников Винтерфелла. Король Ночи сражается на Визерионе с Джоном, в результате чего первый падает с дракона. Дейнерис пытается сжечь Короля Ночи, не осознавая, что он невосприимчив к огню, и отступает, когда тот пытается убить дракона Дрогона. Джон пытается сразиться с предводителем Ходоков, но Король Ночи воскрешает павших в битве, чтобы защитить себя. Король Ночи и Белые Ходоки направляются в богорощу за Браном, и им противостоит Теон Грейджой, которого убивает Король Ночи. Однако, прежде чем он успевает убить Брана, Арья Старк, нападает на Короля Ночи из засады, убивая его кинжалом из валирийской стали, ранее предоставленного ей Браном. После смерти Короля Ночи Белые Ходоки разбиваются и Армия Мёртвых рушится.

## Мерчендайзинг
В марте 2016 года Dark Horse выпустили бюст Короля Ночи, которым последовала 20-сантиметровая фигурка Night King от Dark Horse Deluxe в конце 2016 года. Funko также выпустили POP «Night King»! показатель того же года.